# 曾永銳
曾永銳（1979年1月7日—），桃園市人，台灣青年翻譯家，世界史上漢譯馬里奧·巴爾加斯·略薩成名作《城市與狗》的第2人。
文藻外語學院西班牙語文系副學士、學士，天主教輔仁大學碩士，碩士論文〈伊斯蘭文化對西班牙日常生活之影響〉 。
學成后服外交替代役，派駐多米尼加（海地的鄰國）。
退役后考取公務人員特種考試三等考試外交事務職系外交領事人員西班牙文組。
現任台灣中華民國外交官。

## 譯作
馬利歐·巴爾加斯·尤薩，《城市與狗》，聯經出版事業公司，2009年，台北市。

## 譯本特色
1981年，《城市與狗》趙德明漢語全譯本作為全世界第1部從西班牙語原文翻譯成漢語的馬里奧·巴爾加斯·略薩長篇小說作品，在北京問世。
趙譯本重印多次，中國進入版權時代以後的1996年、2000年、2009年分別出了作者授權的平裝版、精裝版、上海譯文版，到2009年9月都是《城市與狗》全世界惟1的漢語全譯本。
2009年10月曾譯本面世，讓《城市與狗》有2個漢語全譯本，超越了單1譯本的英語和日本語等語種。
英語翻譯只有Lysander Kemp（1920年－1992年）本（1966年初版），日本語譯只有杉山 晃（1950年－）本（1987年初版）。
譯完出書時，Kemp46歲，趙42歲，杉山37歲。
不超過30歲（台灣的替代役制度是2000年以後才有）的曾應該是全世界最年青的《城市與狗》譯者。
作為《城市與狗》第1個台灣人翻譯本的曾譯本，篇幅、字數在台灣人從西班牙語原文直接翻譯的拉丁美洲長篇小說裡數1數2，就算不是最大，第2第3名1定排得上，在台灣拉丁美洲文學翻譯史上寫下了新頁。
趙譯本譯者西班牙語、漢語水平高，譯文傳神，作為印數最多、流傳最廣的漢語全譯本，28年來影響很好、很大，在文學史和翻譯史上有地位。
作者完稿（1961年）時25歲，揮斥方遒的意氣化成激揚的文字，曾譯本譯者與脫稿時的作者同樣少年，風華正茂，使用許多台灣年青人用語，貼近時下台灣社會。
曾譯本譯者不只西班牙語、漢語有水平，還有服役經驗。
翻譯手淫等情色描寫時，趙譯本較隱晦，做了較多技術性處理（技術性轉換；曲譯是1種常用的翻譯手法），曾譯本的亮點是這部份的翻譯很直白。
經作者和前妻夫婦親自校訂的英譯本（校訂事參見《作家與胡利婭姨媽》"Lo que no dijo Varguitas"）這方面的處理也偏直白。
曾譯本和趙譯本都閃耀著動人的光芒，少數段落的直白和隱晦只是翻譯策略和風格的不同。